# كلايف ستيل
كلايف ستيل (بالإنجليزية: Clive Steele)‏ هو عسكري ومهندس أسترالي، ولد في 30 سبتمبر 1892 في Canterbury, Victoria ‏ في أستراليا، وتوفي في 5 أغسطس 1955 في Heidelberg, Victoria ‏ في أستراليا بسبب نوبة قلبية.